# 小峰大橋
小峰大橋（こみねおおはし）は、福島県白河市の阿武隈川に架かる国道294号白河バイパスの道路橋である。

## 概要
- 全長：192.0 m
  - 主径間：70.7 m
- 幅員：7.5（15.3）m
- 形式：3径間連続鋼非合成箱桁橋
- 竣工：2020年
- 施工：東開工業・横河ブリッジ[1]

白河市街地北西部にて一級河川阿武隈川を渡る。南詰は白河市追廻、北詰は葉ノ木平、薄葉の境界上に位置する。直下流にかかる田町大橋を通る国道294号のバイパス化に伴い建設された。建設時の仮称は新田町大橋であり、公募により現在の橋名が決定された。橋梁は車道2車線に両側幅員3.5 mの歩道が設置されている。橋のすぐ南側で国道294号旧道と分岐をする。

## 沿革
- 2017年度（平成29年度） - 橋梁工事着工。
- 2022年（令和4年）3月6日 - 白河バイパス開通に伴い供用開始。

## 周辺
- こみね・あぶくま公園
- 向陽台団地
- 葉ノ木平災害公営住宅

## 隣の橋
- 阿武隈川

（上流） - 白河橋 - 金勝寺橋 - 小峰大橋 - 田町大橋 - 羅漢橋 - （下流）